# ZEUS
ZEUS(제우스)는 미래창조과학부와 국가연구시설장비진흥센터에서 운영하고 있는 연구장비활용종합포털서비스이다. Zone for Equipment Utilization Service 의 약자이며, 국가 연구시설·장비의 활용 극대화를 위하여 필요한 정보와 서비스를 제공하는 국내 최초의 장비활용 종합포탈이다. 예약, 상담, 장터, 지식, 참여, 제품, 교육, 시설, 검색, 통계 등의 서비스를 제공한다.